# Шимкунайте, Евгения Францевна
Евгения Фрацневна Шимкунайте (лит. Eugenija Šimkūnaitė; 11 февраля 1920 Новороссийск, Российская Советская Республика — 27 января 1996, Вильнюс, Литва) — литовский и советский аптекарь и этнограф, знаток лекарственных растений. Доктор естественных наук.

## Биография

### Ранние годы
Евгения Шимкунайте родилась 11 февраля 1920 года в Новороссийске. Её отец Франц Шимкунас был фармацевтом родом из литовской деревни Индубакиай, а мать Ольга Лебедева — медсестрой из Новороссийска. В 1922 году семья вернулась в Литву; в городе Таурагнай отец Евгении открыл собственную аптеку.

### Карьера
После начальной школы Евгения поступила в Утянскую гимназию, которую окончила в 1937 году, и в том же году поступила в университет Витовта Великого, где получила профессию фармацевта. С 1941 года работала аптекарем в Каунасе и Таурагнай, а с 1942 по 1947 годы — в саду лекарственных растений при Вильнюсском университете. В 1951 году уехала в Казахстан, где занималась инспектированием заготовок лекарственного растительного сырья в системе ВИЛАР. Вернувшись в Литву, на протяжении нескольких лет проработала в Институте биологии Литовской Академии наук, а позднее перешла в Главное аптечное управление, где в Отделе лекарственных растений работала до пенсии.

### Научная деятельность
Научная деятельность Евгении Шимкунайте была связана с лекарственными растениями. В годы своей учёбы в университете она использовала все возможности, чтобы узнать о них как можно больше. Первую диссертацию на тему «Культура валерианы в Литовской ССР» Шимкунайте защитила в 1951 году. Этот труд стал одним из первых в области изучения растительных ресурсов Литвы. Позднее она начала собирать информацию обо всех лекарственных растениях края, при этом изучая их в природных условиях и проводя полевые опыты. Обобщив собранный материал, в 1951 году Шимкунайте защитила хабилитационную работу «Биологические основы использования ресурсов лекарственных растений Литвы», ставшей для неё крупнейшей научной работой в жизни.
Помимо ботаники Евгения Шимкунайте интересовалась также местным фольклором, обычаями и праздниками, чему посвятила ряд своих книг. Также поддерживала отношения с археологами, помогая им устанавливать найденные при раскопках останки растений и используя полученные данные при изучении путей их распространения в Литве.
В 1993 году Литовский научный совет присудил Шимкунайте степень доктора естественных наук.

### Смерть
Скончалась Евгения Шимкунайте 27 января 1996 года в Вильнюсе. Была похоронена в Таурагнай рядом с родителями.

## Память
В 1997 году был учреждён Фонд Евгении Шимкунайте, целью которого является помощь молодым фармацевтам, в частности в изучении лекарственных трав и растений. В 1998 году средняя школа города Таурагнай была названа именем Шимкунайте.